# 응우옌반쑤언
응우옌반쑤언(베트남어: Nguyễn Văn Xuân, 1892년 4월 3일 ~ 1989년 1월 14일)은 1948년부터 1949년까지 남베트남 중앙정부의 지도자였다. 1947년 4월 1일 프랑스군 주도의 지역 식민지 군대의 준장으로 승진했다. 제1차 인도차이나 전쟁 이후 프랑스로 이주됐다.
1947년 4월 1일 그는 프랑스 식민지 군대의 준장에서 소장으로 승진했다. 1948년 프랑스에 의해 남베트남 중앙정부의 임시 대통령에 임명되었으나 제1차 인도차이나 전쟁으로 축출, 프랑스로 망명했다. 1989년 프랑스에서 사망했다.

## 같이 보기
- 베트남국